# Единна Русия
 Всеруска политическа партия „Единна Русия“ (на руски: Всеросси́йская полити́ческая па́ртия „Еди́ная Росси́я“) е либералноконсервативна политическа партия в Русия и най-голямата политическа сила в страната, която на парламентарните избори през септември 2016 г. получава 338 от общо 450-те мандата в Държавната дума.
Партията е основана на 1 декември 2001 г. след сливането на партия „Единство“ и „Отечество – Цяла Русия“. Идеологически се определя за консервативна (по руски модел) партия, която подкрепя политиката, водена от администрацията на президента Владимир Путин, лидер на партията в периода 2008 – 2012 г. Въпреки че към май 2011 година доверието в партията се свива спрямо абсолютния му връх от 64,4% на парламентарните избори през 2007 година, партията продължава да се ползва с най-широка подкрепа сред населението, следвана от Комунистическата партия с 13%.

## История

### Произход
Предшественик на „Единна Русия“ е партията „Единство“, създадена за да противодейства на възхода на блока „Отечество – Цяла Русия“, воден от Евгений Примаков, три месеца преди парламентарните избори през 1999 година. „Единна Русия“ се създава със силната подкрепа на представители, близки до Кремъл, предпазливи към евентуална победа на „Отечество – Цяла Русия“. Откакто доверието в президента Борис Елцин спада, и при условие, че обществената подкрепа за премиера Владимир Путин се запазва слаба, малцина допускат голям шанс за изборна победа. Новосформираната партия се опитва да подражава на формулата за успех на „Отечество – Цяла Русия“ като набляга на компетентност и прагматизъм. Харизматичният министър на извънредните ситуации Сергей Шойгу е избран за лидер на партията.
Решението на Владимир Путин от есента на 1999 година да изпрати военни части в размирната Чеченска република за отмъщение на терористичните бомбени атаки в Москва и други големи градове на страната и в отговор на чеченското настъпление в Дагестан печели широка подкрепа и доверието в него достига двуцифрено число.

### Парламентарни избори 1999
Противно на очакванията на създателите ѝ, предизборната кампания на партия „Единство“ постига забележителен успех и получава 23,3% от гласовете, значително повече от „Отечество – Цяла Русия“ (13,3%) и на един процент зад Комунистическата партия (24,3%). Благословията на популярния премиер се оказва решителна за изборната победа на „Единство“. Освен това изборните резултати дават ясна заявка Путин да спечели президентските избори през идната 2000 година, в резултат на което противниците му Лужков и Примаков изпадат от надпреварата. Походът на Путин към Кремъл значително се улеснява и от решението на президента Борис Елцин да се оттегли на 31 декември 1999 година.

### Учредяване на „Единна Русия“
И ако първоначално партия „Единство“ се цели единствено в парламентарните избори през 1999 година, след победата тя бързо прераства в постоянна партия. Редица независими депутати са поканени да се присъдеинят към парламентарната група на „Единство“. Последват ги и много депутати от „Отечество – Цяла Русия“, включително и лидерът ѝ Лужков в лично качество. През април 2001 година лидерите на „Отечество-Цяла Русия“ и „Единство“ излизат със съвместна декларация, че са в процес на обединение. През юли същата година обединената партия „Съюз за единство и отечество“ провежда своя учредителен конгрес, а през декември новосформирания съюз се преименува на „Всеруска партия Единство и Отечество“, за по-кратко наричана „Единна Русия“. На втория конгрес на партията през март 2003 година Сергей Шойгу напуска ръководния пост, а за нов лидер на партията е издигнат и избран Борис Гризлов.
Въпреки че политическия дискурс през 90-те години е подчинен на противопоставянето „комунизъм срещу капитализъм“, по време на предизборния период 1999 – 2000 Путин започва да изтъква друга причина да се гласува за неговата партия: стабилност, за която руските граждани копнеят след десетилетие на хаотични революционни промени.
И през 2002 година, Кремъл все още не желае да предостави на губернаторите възможността да преодолеят проблема с координацията помежду им, съмнявайки се в тяхната вярност. Всичко това обаче започва да се променя в началото на 2003 година. За да засили позициите на „Единна Русия“ по региони, главният организатор на „Единна Русия“ Александър Беспалов влиза до такава степен в ожесточение с местните лидери, че е отстранен от ръководството на Централния изпълнителен комитет на партията. Федерални пратеници се заемат с набирането на кандидати, които да работят за каузата на „Единна Русия“ като насърчават про-президентските сили да работят за организацията на „Единна Русия“ и пренасочват ресурси към партийните кандидати.
На 13 януари 2003 членската маса на „Единна Русия“ нараства до 257 000 члена, с които тогава се превръща в третата по големина партия след Либерално-демократическата партия на Русия (600 000) и Комунистическа партия (500 000).

### Парламентарни избори 2003
През първите години от мандата на Путин, страната бележи ръст на икономиката на годишна база по-висок от икономическия растеж за цялото предходно десетилетие, а доверието в Путин вече надхвърля 70 %. Възстановяването на руската икономика е подпомогнато с високи цени за основните стоки за износ като петрол, газ и суровини.
Въпреки че според резултатите от 2003 година „Единна Русия“ получава незначително мнозинство от 232 депутати, други 78 се присъединяват към тях в седмиците след изборите и така партията сформира конституционно мнозинство от 310 места. Партията бързо налага строга изборна дисциплина.
След като „Единна Русия“ се превръща в най-широко парламентарно представената политическа сила в Държавната Дума, броят на прокарваните проектозакони се увеличава – за периода 1996 – 1997 година едва 76% от законите, минали на трето четене са подписани от Президента, докато за периода 1999 – 2003 делът им нараства на 93%. И докато Елцин често разчита на постановителните си правомощия, с които прокарва взимането на важни решения, приемникът му никога не се възползва от тях. Превесът, с който „Единна Русия“ се ползва в Държавната Дума, помага на Путин да осъществи широк спектър от важни реформи, включително въвеждането на плосък данък от 13%, намялаване на данък печалба, преразглеждане на пазара на труда, премахване на държавни монополи и нов поземлен и нов наказателен кодекс. Пълната подкрепа на „Единна Русия“ за дневния ред на Путин се оказва и ключ към успеха и на парламентарните избори през 2003 година, когато партията получава повече от една трета от гласовете.
През цялата си история, „Единна Русия“ умело си служи с административни ресурси за да остлаби и уязви политическите си конкуренти. Така например контролираните от държавата медии обвиняват Комунистическата партия в двуличие заради парите, които приема от „милионери“ по време на предизборната кампания през 2003 година. „Единна Русия“ въвежда също така по-строги правила за регистрацията на партии, кандидати и избиратели както и увеличава изборния праг от 5 на 7 % в навечерието на изборите през 2007 година.
Опозиционните партии в страната също допускат няколко стратегически грешки. Например „Яблоко“ и Съюзът на десните сили хабят повече усилия във взаимни нападки отколкото атаки срещу самия Путин, което допълнително го улеснява да спечели гласовете на либералните избиратели на своя страна след проведените пазарни реформи. Опозиционните сили се препъват в изборите през 2003 година – комунистите губят места от 113 през 1999 г. до 52 през 2003 година. Противниците от либералния спектър изкарват още по-слаби резултати след като през 2003 година дори не успяват да преминат 5-процентната изборна бариера.

### Парламентарни избори 2007
Докато икономиката на страната се подобрява, а Путин извършва няколко популярни хода като установява контрол над не особено популярните руски олигарси, доверието в него остава високо и така той печели президентските избори през 2004 година с повече от 70% от гласовете. „Единна Русия“ постига внушителна победа и на парламентарните избори през 2007 година с 64,3% от гласовете. Комунистическата партия се нарежда на второ място, но с огромна разлика като получава едва 11,57%. Високата популярност на Путин допълнително допринася за победата на партията.
На изборите през 2007 година, обаче избиратели и наблюдатели от асоциация „ГОЛОС“ обвиняват „Единна Русия“ в многобройни изборни нарушения, забранени от Конституцията.
След изборите през 2007 година закондателната власт преобръща дневния си ред. За сметка на икономическите реформи, фокусът се измества върху борбата с тероризма, увеличават се разходите в социалната сфера, създават се нови държавни корпорации.

### „Единна Русия“след 2007
За кандидат на президентските избори през 2008 година, който да наследи на поста Владимир Путин, „Единна Русия“ излъчва Дмитрий Медведев. С благословията на самия Путин, Медведев постига недвусмислена победа със 71% от гласовете. След като вече е избран за президент, Медведев избира Путин за свой министър-председател. На 15 април 2008 година Путин приема номинацията си за председател на партията като уточнява, че това не означава, че би станал неин член. Медведев също отказва да стане член.
На проведените през октомври 2009 година регионални избори, „Единна Русия“ получава мнозинство в почти всяка руска община. Опозиционните кандати обявяват, че са били възпрепятствани от участие в предизборната кампания, а на някои дори е било отказано място в бюлетините.
През 2009 година подкрепата за Путин е 53%, твърдят тогава социолозите. Заради икономическата криза обаче, подкрепата за партията показва широки колебания през 2010 и 2011 година, но като цяло общата тенденция е към спад в одобрението към управляващите. Най-ниската точка в подкрепата към партията се отчита през януари 2011 година, 35%, но през март загубата в доверието частично се възстановява до 41%.

### В навечерието на Президентски избори 2012
Парламентарните избори в края на 2011 година се определят като знакови за „Единна Русия“ заради преобладаващите обвинения на опозицията в масови изборни нарушения и последвалото напрежение в обществото.
През декември 2011 година, управляващата партия на премиера Владимир Путин получава 49,5% от гласовете и 238 от общо 450-те места в Държавната Дума. Наблюдатели констатират отлив в подкрепата за „Единна Русия“ в сравнение с резултатите от предходните парламентарни избори и то при тенденция към свиване на избирателната активност – с 3% спрямо 2007 година и 5% спрямо изборите през 2003 година. На изборите през 2007 година, партията печели 64% от гласовете на избирателите и 315 места в Държавната Дума. Анализатори окачествят подкрепата за „Единна Русия“ на изборите през 2011 като най-слабия изборен резултат от идването на Владимир Путин на власт през 1999 година. Въпреки по-ниската избирателна активност и по-слабата подкрепа за партията на Путин, „Единна Русия“ остава първа политическа сила в страната. Подкрепата за втората по гласове партия – Комунистическата партия, бележи ръст и увеличава броят на депутатите си в Думата – от 57 през 2007 на 92 през 2011 година. По-добрите резултати за комунистите и леко разклатените позиции на „Единна Русия“ в Думата са взаимно свързани, твърдят анализаторите. Трета и четвърта са съответно „Справедлива Русия“ с 13,2% и националистите от Либерално-демократическа партия на Русия с 11,56% одобрение на руския народ. Броени дни след парламентарните избори, на 14 декември президентът Медведев се среща с лидерите на парламентарно представените политически сили с оглед на необходимостта от „реформата на политическата система да бъде продължена“ и предлага на опозицията да участва в разпределението на комитетите в Държавната Дума.
Новоизбраната Държавна Дума започва работа на 21 декември като вместо дотогавашните 32, комитетите са намалени на 29. Мнозинството поема 15 комитета, като „Единна Русия“ предлага останалите 14 на опозицията – 6 за „Комунистическа партия“ и по 4 за „Справедлива Русия“ и Либерално-демократическа партия на Русия.
Неправителствените организации в страната оспорват изборните резултати и се съмняват „Единна Русия“ да събира повече от 30% от гласовете. Непосредствено след края на изборите, лидерът на Комунистическата партия Генади Зюганов съобщава за масови измами на изборния процес по региони.
Масовите съмнения в прозрачността на изборите и резултатите изкарват по улиците хиляди руснаци от Владивосток до Москва на най-мащабния протест от началото на управлението на Владимир Путин. Десетки хиляди недоволни от режима на Путин и несъгласни от плана им с Медведев за размяна на местата начело на Руската федерация изпълват площадите на руската столица Москва и за първи път от идването на Путин на власт преди 12 години, настояват за неговото оттегляне. Протестиращите демонстрират с виковете „Революция“ и „Русия без Путин“, но органите на реда ги спират да стигнат до крайната точка на своя протест – Кремъл.
Данните за активността на демонстрациите варират между 25 000 и 80 000 протестиращи. НТВ информира за десетки хиляди демонстранти, които „не искат революция, а честни избори“. По данни на полицията, цитирани от агенция „Риа Новости“, броят на протестиращите е 25 000. В това число обаче не включват други 10 000 демонстранти по улиците на Санкт Петербург. В същото време опозицията съобщава за далеч по-голям мащаб на протестите – между 50 000 и 80 000 протестиращи само в столицата Москва.
В отговор на нарасналото напрежение в страната и исканията за оттеглянето на Владимир Путин, премиерът се опитва да разсее настроенията в обществото в четири-часов конферентен разговор със зрители с уверението, че е наясно с мероприятията на опозицията, обещанието за реформиране на политическата система и задоволство от ентусиазма сред младите активни хора, които „имат собствена позиция, която ясно формулират.“ Путин изненадващо и оповестява намерения за промяна в избирателната система. По време на конференцията Путин дава заявка за реформиране на системата за избиране на регионалните лидери, които към момента се избират от регионалните парламенти по предложение на президента. Той определя губернаторът сред кандидатите, излъчени от партията с най-много места в регионалния парламентът. Идеята на Путин е това да се промени, като всички партии представени в регионалния парламент ще имат правото да излъчват кандидати за поста. Преди обаче да бъдат предложени за гласуване от избирателя, те трябва да преминат през отсяване от президента, по думите на Путин.
Масовите демонстрации в Русия са продиктувани обаче и от несъгласието на част от руския народ след изказването на президента Медведев, в което той дава заявка за завръщането на Путин в Кремъл и размяна на местата им.
С пълно единодушие, в края на 2011 година „Единна Русия“ одобрява кандидатурата на премиера Владимир Путин за президентските избори на 4 март 2012 година. Кандидатурата на Путин бе одобрена с гласовете на 614-те делегати на Конгреса, нито един гласувал против или въздаржал се и без невалидни бюлетини. Предложението „Единна Русия“ да издигне именно Путин за кандидат-президент, прави на 24 септември 2011 година действащият президент Дмитрий Медведев като предполага, че ще приеме, в случай на победа за Путин, да оглави правителството в качеството си на министър-председател.
Само ден след като премиерът Путин си подава документите в ЦИК за регистрация като кандидат на партия „Единна Русия, руският милиардер, собственик на Онексим груп, сочен от класацията на Форбс за третия най-богат човек в Русия за 2011 година, Михаил Прохоров, който по-рано същата година направи неуспешен опит за пробив в политиката като възстанови Либералната партия в Русия, обявява в края на 2011 година решимостта си да се кандидатира на президентските избори през 2012 година. Опозицията и анализатори са склонни да се съмняват доколко зад намеренията на Прохоров не се крие плана на Кремъл да разсее нагласата за протести в обществото.
Масово, опозиционните лидери обвързват плановете на Прохоров с мащабните протести в Москва и други градове на страната. Съпредседателят на нерегистраната партия за народна свобода Борис Немцов отхвърля възможността милиардерът да е обяви кандидатурата си за президент без знанието на Путин. От своя страна, съпредседателят на Дясната Кауза, Леонид Гозман, цитиран от Независимая Газета, преветства присъствието на независими кандидат-президенти, тъй като в противен случай, по думите му, изборите ще се превърнат във фарс.
Изявлението на Прохоров, че възнамерява да се противопостави на Путин за Кремъл съвпада и с интервюто на Алексей Кудрин пред „Ведомости“. В интервю за в. „Ведомости“, първото му след отстраняването му, бившият финансов министър Алексей Кудрин, който се разделя с поста си в края на септември 2011 година, заяви готовността си да участва в учредяването на нова дясна партия. Кудрин, който издаде тайната на вота си като призна, че не парламентарните избори на 4 декември 2011 година не е гласувал за Единна Русия, окачестви свиващата се подкрепа за управляващата партия като естествено стечение. Кудрин отрече слуховете, които го спрягаха за поста на министър-председател след като на 24 септември президентът Медведев заговори за смяна на местата с Путин с оглед на наближаяващите президентски избори и заяви, че такива разговори с него не са били водени.

## Членство в партията
През 2008 година „Единна Русия“ достига 1 980 000 члена. 30% от населението на страната се определят за лоялни на партията, показва проучване от есента на 2008 година. Партията няма ясно определена политическа идеология, но често е определяна като центристка, либерална или дясноцентристка. Към 2012 членовете ѝ са 2 073 722.

## Политическа платформа
В политическата си програма от 2003 година „Единна Русия“ записва като своя основна цела да обедини отговорните политически сили в страната и стопи разликата между бедни и богати, млади и стари, държавата, бизнеса и обществото. Записано е още икономиката да подлежи смесена регулация между държавна намеса и пазарни свободи. Партията отрича леви и десни идеологии в полза на политически центризъм, който „е в състояние да обедини цялото общество“. В допълнение, официалната платформа на партията набляга на прагматизъм и антирадикализъм. Партията разглежда сама себе си като един от наследниците на руската традиция в държавността – царистка и комунистическа.
Обикновено партията сама оценява себе си за поддържаща в изпълнението на политиката на бившия президент и действащ премиер на страната Владимир Путин и в известна степен на това дължи и успеха си. По време на годишната среща на Американската асоциация по политически науки през 2008 година са представени резултатите от проучване, които показват нагласите на руския народ, които възприемат партията като пазарно ориентирана, опозиционно позиционирана спрямо комунизма, умерена в про-западната външна политика и твърда в позицията си спрямо размирните малцинствени райони като Чечня. Резултатите от проучването показват, че руснаците са склонни да вярват на „Единна Русия“, в това число и на Путин в иконмическата политика.
От 2006 година, когато за първи път Владислав Сурков заговаря за „Суверенна демокрация“, мнозина представители на партията използват понятието. Президентът Дмитрий Медведев обаче отправя своите критики.

## Структура
С поправка от април 2008 година „Единна Русия“ променя Раздел 7 от своя устав като го преименува от „Председател на партията“ на „Председател на партията и Висшия съвет на партията“. С внесените поправки партията може да основе върховен избираем пост на председател на партията, по предложение на Висшия съвет и неговия председател.
Висшия съвет на партията, ръководен от своя председател определя основния път за развитие на партията.
Генералният съвет на партията се състои от 152 члена и работи между партийните конгреси, като предлага становища по основните социални и икономически въпроси. Президиумът на Генералния съвет се упражнява от секретариат от 23 члена и осъществява политическата дейност на партията като предизборни кампании и други програмни публикации.
„Единна Русия“ се спомага от местни и регионални структури във всички части на Руската федерация и поддържа международни връзки с бюрото си в Израел по силата на споразумение с партията Кадима.
Към 20 септември 2005 година, партията поддържа общо 2600 местни и 29856 първични партийни организации.

## Вътрешни групи
„Единна Русия“ е голяма и същевременно многообразна партия и се характеризира с някои основни вътрешни подразделения. Партията се състои от четири вътрешни фракции, организирани около общи политически интереси. Освен това в партията съществуват четири вътрешни политически дискусионни клуба за политика: либералноконсервативния клуб „4-ти Ноември“, социално консервативния „Център за социални консервативни политики“, консервативнолибералния „Либерален клуб“ и „Държавния патриотичен клуб“. Така след парламентарните избори през 2007 година, представителите на „Единна Русия“ в Държавната дума първоначално се разделят в три колони – либерална, консервативна и социална, но впоследствие разделението е премахнато.

## Председатели на „Единна Русия“
1. Борис Гризлов (2004 – 2008)
2. Владимир Путин (2008 – 2012)
3. Дмитрий Медведев (2012 –)

## Общественото мнение за „Единна Русия“
„Единна Русия“ често е критикувана, че е партията на мошениците и лъжците, понятие за първи път използвано от Алексей Навални заради дълго ширещата се корупция в Русия. През октомври 2011, статия на „Новая газета“ показва как в знак на протест представители на обществото изписват лозунга по банкноти. През декември същата година, премиерът и лидер на партията Владимир Путин отхвърля обвиненията в корупция, с мотива че тя е общ проблем и не може да бъде преписана на една или друга партия. „Казват, че управляващата партия се свързва с лъжи и корупция, но това е клише, което не се отнася до определена политическа сила, а клише, с което като цяло се свързва властта. Все пак, важно е как управляващите се борят с тези негативни неща“
Проучване, проведено през ноември 2011 година показва, че повече от една трета от руснаците са съгласни с квалификацията на „Единна Русия“ като партията мошениците и лъжците.

## Морален кодекс
На XVIII партиен конгрес (декември 2018 г.) са приети правила за поведение, задължителни за всички членове на партията. Силно препоръчително:
- смиреност
- дискретност на обществени места
- защитаване на честта и достойнството със законни средства
- напускане на партията в случай на извършване на „незаконни или неморални действия“
- отношение към хората и техните проблеми с внимание и уважение * защита на правата на гражданите,
- помагане на руснаците да преодолеят трудни житейски ситуации
- да бъдат нетолерантни към опитите за изкривяване на историята на Русия, потъпкване на традициите и проява на неуважение към културата
- носене на отговорност за думите си

## Поглед отвън
Международните медии и външните наблюдатели описват „Единна Русия“ като същинска „президентска партия“, чиято основна цел е да съхрани силните позици на президента в руския парламент. Огромна част от длъжностните лица в Русия са членове на партията и затова често тя се представя като партията на администрацията. Поради същата причина партията често е окачествявана и като партията на властта.

## Електорат
Проучванията показват, че през 2007 година за „Единна Русия“ са гласували по-млади и по-пазарно ориентирани хора в сравнение с профила на средно статистическия руски избирател. Значителна част от електората на партията са държавни служители, пенсионери и военни, които се изхранват пряко от държавата. 64% от привържениците на „Единна Русия“ са жени. Мнозина наблюдатели си обясняват тези данни с факта, че жените отдават голяма важност на стабилността. В навечерието на парламентарните избори през 2011 година подкрепата за „Едина Русия“ нараства и сред младата част от населението.